# 比西耶尔 (卡尔瓦多斯省)
比西耶尔（法語：Bissières，法語發音：[bisjɛʁ] ⓘ）是法国卡尔瓦多斯省的一个旧市镇，属于利雪区。2019年，比西耶尔与市镇梅里科尔邦合并为新市镇欧日地区梅里比西耶尔。

## 地理
比西耶尔（49°6'49"N, 0°5'35"W）面积1.55 平方千米，位于法国诺曼底大区卡爾瓦多斯省，该省份为法国西北部沿海省份，北濒大西洋英吉利海峡，东北与滨海塞纳省以海上边界相接，东临厄尔省，南至奧恩省，西与芒什省接壤。
与比西耶尔接壤的市镇（或旧市镇、城区）包括：克鲁瓦桑维尔、马尼勒弗勒勒、梅里科尔邦。
比西耶尔的时区为UTC+01:00、UTC+02:00（夏令时）。

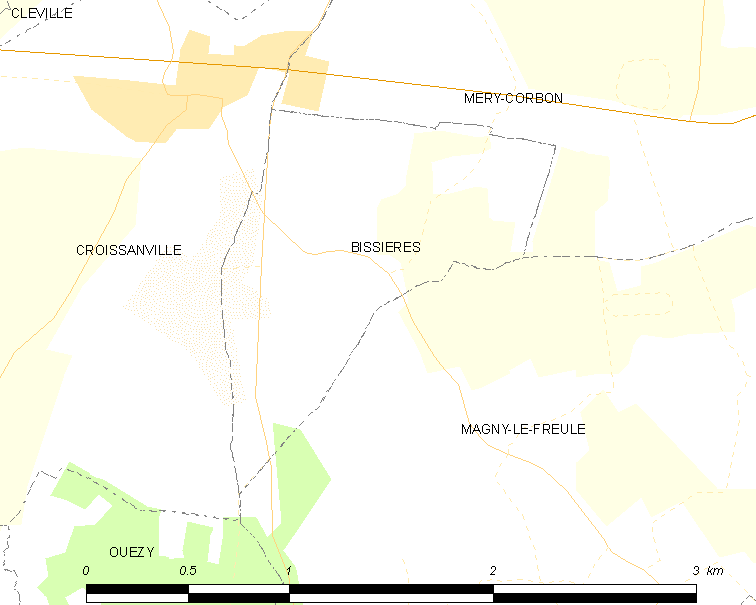
比西耶尔的OSM定位图

## 行政
比西耶尔的邮政编码为14370，INSEE市镇编码为14075。

## 政治
比西耶尔所属的省级选区为梅济东瓦莱多日县。

## 人口

1962-2008年间比西耶尔人口变化图示

比西耶尔于2018年1月1日时的人口数量为176人。